# Stefan 1. af Ungarn
Stefan 1. af Ungarn (ungarsk: I. (Szent) István) (født 967/969/975, Esztergom, Ungarn, død 15. august 1038, Esztergom-Szentkirály eller Székesfehérvár, Ungarn), var Storfyrste over Magyarerne (997-1001) og den første konge af Kongeriget Ungarn (1001-1038). 
Stefan blev født med det hedenske navn "Vajk", men blev døbt som kristen og givet navnet "Stefan" (István på ungarsk) i hans barndom. Efter faderens død, Géza, blev Stefan Storfyrste af Magyarerne. Han konsoliderede sit styre ved at besejre familiemedlemmet Koppány, der også gjorde krav på tronen. Kort derefter på juledag i år 1001, modtog han en krone fra paven og blev dermed den første konge af Ungarn. Stefan udvidede sit regeringsområde til det pannoniske bassin med magt ved at besejre flere lokale høvdinge. Han holdt fred med det Tysk-romerske rige i de første tre årtier af sin regeringstid, og senere modstod han angrebene fra kejser Henrik 3.. 

## Eksterne links
- Wikimedia Commons har flere filer relateret til Stefan 1. af Ungarn